# Helen Galashan
Helen Galashan (* 23. Juli 1987 in Beverley) ist eine britische Wasserspringerin. Sie startet für den Verein City of Leeds Diving Club in den Disziplinen 10-m-Turm- und Synchronspringen. In Synchronwettbewerben springt sie an der Seite ihrer Zwillingsschwester Carol Galashan.
Galashan startete zunächst für den Liverpool Gymnastics Club und später für den Wigan Gymnastics Club im Turnen. In dieser Sportart nahm sie an den Commonwealth Games 2002 und 2006 für Schottland teil. 2007 wechselt sie gemeinsam mit ihrer Zwillingsschwester Carol zum Wasserspringen und nahm 2010 zum dritten Mal an den Commonwealth Games teil, diesmal im Wasserspringen.
Ihr bislang sportlich größter Erfolg war der Gewinn der Bronzemedaille bei den Europameisterschaften 2009 in Turin im 10-m-Synchronwettbewerb. Im 10-m-Turmspringen wurde sie Fünfte.